# Gymnothorax philippinus
Gymnothorax philippinus es una especie de pez de la familia de los morénidas en el orden de los Anguilliformes.

## Morfología
Los machos pueden llegar a alcanzar los 60 cm de longitud total.

## Distribución geográfica
Se encuentran en las Islas Ryukyu y Filipinas.